# نسرین مصفا
نسرین مصفا در سال ۱۳۳۳ متولد شد. وی لیسانس خود را در رشته علوم سیاسی و فوق لیسانس را در رشته روابط بین‌الملل اخذ نمود و سپس موفق به اخذ درجه دکتری در رشته علوم سیاسی گردید.

## سوابق
نسرین مصفا دارای گواهینامه عالی در حقوق بین‌الملل: آکادمی حقوق بین‌الملل هلند، صلح و توسعه: دانشگاه اروپایی صلح اتریش، حقوق بشر دوستانه: دانشگاه اروپایی صلح اتریش، حقوق انسانی زن: یونسکو WUS اتریش و حقوق و روابط بین‌الملل مرکز روابط دانشگاهی: یوگسلاوی سابق می‌باشد.
هم‌اکنون معاون مالی و اداری دانشکده حقوق و علوم سیاسی دانشگاه تهران و رئیس مرکز مطالعات عالی بین‌المللی می‌باشد. وی علاوه بر عضویت در هیئت علمی دانشکده حقوق و علوم سیاسی دانشگاه تهران مدرس در دانشکده روابط بین‌الملل وزارت امور خارجه و مرکز آموزشهای دیپلماتیک وزارت امور خارجه می‌باشد.
نسرین مصفا همچنین عضو و معاون کمیسیون کاربردی حقوق و معارف اسلامی معاونت پژوهشی دانشگاه تهران، عضو کمیته ملی رفع خشونت نسبت به زنان، مرکز امور مشارکت زنان، عضو کمیته ملی تدوین گزارش ملی ایرانی برای کنوانسیون حقوق کودک، وزارت امور خارجه و عضو کمیته کودک آزاری، وزارت بهداشت درمان و آموزش پزشکی می‌باشد. وی همچنین سردبیر فصلنامه سازمان‌های بین‌المللی به صاحب امتیازی پژوهشکده تحقیقات راهبردی مجمع تشخیص مصلحت نظام و عضو هیئت تحریریه دو فصلنامه ایرانی مطالعات سازمان ملل متحد به صاحب امتیازی انجمن ایرانی مطالعات سازمان ملل متحد است.

## آثار تألیفی
سیاستهای تطبیقی، مشارکت سیاسی زنان، راهنمای سازمان ملل متحد(۳جلد)، مفهوم تجاوز در حقوق بین‌الملل (مشترک)، تجاوز عراق به ایران و موضع‌گیری‌های سازمان ملل (مشترک).